# Jiang Yuan
Jiang Yuan (姜嫄) bila je prva žena kineskog mitološkog cara Kua. Nije imala osobno ime.
Ku i Yuan bili su roditelji sina Houjija. Prema jednoj himni, Yuan je rodila Houjija nakon što je stala u otisak stopala vrhovnog boga Shangdija. 